# 維克多·阿瑪迪斯 (安哈特-貝恩堡)
維克多·阿瑪迪斯（德語：Viktor Amadeus，1634年10月6日—1718年2月14日），安哈特-貝恩堡親王，1656年至1718年在位。

## 家庭
1667年，維克多·阿瑪迪斯與普法爾茨-茨魏布呂肯的伊莉莎白結婚，兩人共有三個兒子：
1. 卡爾·腓特烈（1668年—1721年），安哈特-貝恩堡親王
2. 萊布雷希特（1669年—1727年），安哈特-蔡茨-霍伊姆親王
3. 約翰·格奧爾格（1674年—1691年），早逝